# Klimasensitivität

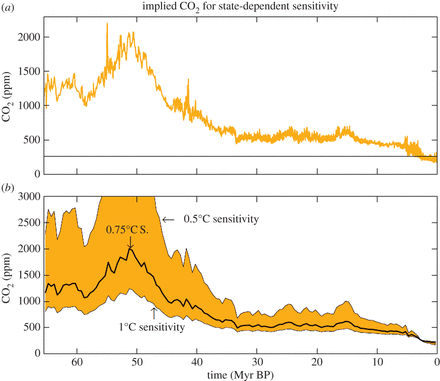
Klimasensitivität und atmosphärisches Kohlendioxid. Hansen et al. 2013
(a) CO_{2}-Gehalt für eine bestimmte Temperatur, wenn schnelle Rückkopplungseffekte und Klimasensitivität 0,75 °C pro W m^{−2} und Nicht-CO_{2}-Treibhausgase 25 % des Strahlungsantriebs ausmachen.
(b) Wie in (a), aber mit einer Auflösung von 0,5 Myr und mit drei verschiedenen Möglichkeiten; der CO_{2}-Gehalt müsste in Spitzen 5000 ppm überschreiten, wenn die Sensitivität bei 0,5 °C läge. Die horizontale Linie markiert die CO_{2}-Konzentration des frühen bis mittleren Holozäns in Höhe von 260 ppm

Die Klimasensitivität (anhörenⓘ) ist definiert als der Quotient aus der Temperaturerhöhung der Erdoberfläche und der als zusätzliche Bestrahlungsstärke ausgedrückten Wirkung erhöhter Treibhausgaskonzentrationen. Generell wird durch das IPCC unterschieden zwischen Gleichgewichtsklimasensitivität (Equilibrium climate sensitivity – ECS) und transienter Klimaantwort (Transient climate response – TCR). Man kann sie in Kelvin pro Watt je Quadratmeter (K/(W/m²) = K·m²/W) angeben. Geläufiger ist jedoch die Angabe der Klimaerwärmung bei Verdoppelung der Konzentration von Kohlenstoffdioxid in der Erdatmosphäre. Das heißt, dass die Durchschnittstemperatur der Erde um diesen Betrag ansteigt, wenn sich die CO2-Konzentration von den vorindustriellen 280 ppm auf dann 560 ppm erhöht.
Die genaue Kenntnis der Klimasensitivität ist für die Voraussage der künftigen Entwicklung des Klimas von elementarer Bedeutung, da mit ihrer Hilfe die aus einer bestimmten Treibhausgaskonzentration resultierende Erwärmung errechnet werden kann. Der Wert der Klimasensitivität hängt vom Ausgangs-Klimazustand ab und kann theoretisch genau anhand von Klimaproxies bestimmt werden.
Neben Kohlenstoffdioxid tragen auch noch weitere Gase zum Treibhauseffekt bei, so dass auch für diese jeweils eigene Klimasensitivitäten ermittelt werden können. Der Einfachheit halber wird deren Beitrag meist mittels der sogenannten CO2-Äquivalente berechnet.

## Hintergrund
Bei ausschließlicher Betrachtung der im Labor messbaren Strahlungswirkung von CO2 ergibt sich bei einer Verdoppelung der Konzentration eine Klimasensitivität von 1,2 °C. Zur Klimasensitivität trägt jedoch auch die Summe aller Rückkopplungen im Erdklimasystem bei, wie z. B. die Reaktion der Meeresspiegel (Rückkopplungen in der Kryosphäre) in Abhängigkeit vom planetarischen Energiegleichgewicht. Dabei wird zwischen schnellen und langsamen Rückkopplungen unterschieden. Wasserdampf-, Eis-Albedo- und Aerosolrückkopplung sowie Wolken gelten als schnelle Rückkopplungseffekte. Die Eisschilde, Änderungen der Vegetation und der Konzentration des Treibhausgases CO2 gelten als langsame Rückkopplungseffekte. Die Reaktion von Eisschilden und CO2 in der Luft verstärken die Klimasensitivität um eine Größe, die vom Betrachtungszeitraum abhängt. Dabei überschätzen heutige Klimamodelle die Hysterese der Eisschilde. Das bedeutet, dass die Reaktion der Eisschilde auf eine Klimaveränderung nicht so stark davon abhängt, ob sich die Erde im Zustand einer Erwärmung oder einer Abkühlung befindet, als gemeinhin angenommen wird.
Die Klimasensitivität ist ein dynamischer Faktor, der vom jeweiligen Klimazustand abhängt. Modelle und die Erdgeschichte zeigen, dass sich die Klimasensitivität mit der Zunahme des Strahlungsantriebs, das heißt mit steigender Globaltemperatur, ebenfalls erhöht. So wird beispielsweise für die starke Erwärmungsphase des Paläozän/Eozän-Temperaturmaximums vor 55,5 Millionen Jahren angenommen, dass die Erdsystem-Klimasensitivität in dieser Zeit (unter Einbeziehung aller kurz- und langfristig wirksamen Rückkopplungsfaktoren) im Bereich von 3,7 bis 6,5 °C lag. Ähnlich hohe Werte (bis 6 °C) werden auch für den größten Teil des übrigen Känozoikums veranschlagt.

## ECS und TCR
Aufgrund der thermischen Trägheit der Weltmeere reagiert das globale Klimasystem grundsätzlich nur langsam auf Veränderungen des Strahlungsantriebs. Man unterscheidet daher zwischen der Equilibrium Climate Sensitivity (ECS) und der Transient Climate Response (TCR). Die ECS beschreibt den Temperaturanstieg, der zu beobachten ist, nachdem das Klimasystem nach einer Veränderung des Strahlungsantriebs den neuen Gleichgewichtszustand erreicht hat, wofür Jahrtausende nötig sind.
Um den Einfluss des Menschen auf das Klima zu quantifizieren, ist die Transient Climate Response besser geeignet. Diese ist definiert als der Temperaturanstieg, der zum Zeitpunkt einer Verdoppelung der CO2-Konzentration in einem Szenario beobachtet wird, bei dem diese pro Jahr um 1 % anwächst.
Laut dem IPCC AR 6 aus dem Jahr 2021 liegt der wahrscheinlichste Wert für die TCR bei 1,8 Grad, d. h. dass es nach 70 Jahren wahrscheinlich zu einer Erwärmung um 1,8 °C kommen wird.

## Bandbreite der Forschungsergebnisse (ECS)
Seit Entdeckung der wärmenden Wirkung von Kohlendioxid wurden viele unterschiedliche Werte für die Klimasensitivität publiziert.
Svante Arrhenius ging im Jahr 1896 von einer Klimasensitivität von 5,5 °C aus. Guy Stewart Callendar kam 1938 auf 2 °C. Das Spektrum der publizierten Werte reicht von 0,1 °C (Sellers, 1973) bis 9,6 °C (Fritz Möller, 1963). Die National Academy of Sciences warnte als weltweit erste große Wissenschaftsorganisation vor einer globalen Erwärmung und gab im Jahr 1979 im Charney Report die Klimasensitivität mit 3 °C (±1,5 °C) an, was auch heute noch als Standard gilt. Eine Studie aus dem Jahr 2006 kam anhand von kombinierten Einschätzungen auf Basis des Satzes von Bayes mit einer 95%igen Wahrscheinlichkeit auf einen Wertebereich für die Klimasensitivität, der zwischen 1,5 °C und 4,5 °C liegt.
Das Intergovernmental Panel on Climate Change (IPCC) gab in seinem 2007 erschienenen Vierten Sachstandsbericht Werte zwischen 2 und 4,5 °C als „wahrscheinlich“ an. Der beste mittlere Schätzwert liege bei 3 °C, und eine Sensitivität von unter 1,5 °C sei „sehr unwahrscheinlich“. Im fünften Sachstandsbericht, der im Jahr 2013 erschien, wurde diese wahrscheinliche Bandbreite auf einen Bereich zwischen 1,5 °C und 4,5 °C geändert. Diese Angabe ist identisch mit der des dritten Sachstandsberichts von 2001. Im sechsten Sachstandsbericht zu den naturwissenschaftlichen Grundlagen vom August 2021 wird der beste Schätzwert von 3 °C bestätigt, mit einer engeren wahrscheinlichen Bandbreite von 2,5 °C bis 4 °C.

## Bestimmung der Klimasensitivität
Je nach Bestimmungsmethode ergibt sich ein unterschiedlicher Wert für die Klimasensitivität. Im Jahr 2005 konnte gemessen werden, dass die Erde 0,85 W/m² mehr Energie aufnimmt, als sie ins All abstrahlt. In einer über 8 Jahre laufenden Messreihe konnte ein Anstieg der langwelligen atmosphärischen Gegenstrahlung durch den anthropogenen Treibhauseffekt messtechnisch belegt werden. Der weitaus größte Teil des gemessenen zusätzlichen Strahlungsantriebs war erwartungsgemäß auf die positive Rückkopplung durch Wolken und Wasserdampf zurückzuführen. Zur Berechnung der Klimasensitivität sind derlei Messungen jedoch nicht geeignet, da hierbei viele der im Klimasystem wirkenden Rückkopplungen unberücksichtigt bleiben. Durch unterschiedliche Verfahren wird versucht, Unsicherheiten bei der Bestimmung der Klimasensitivität zu verringern:

### Paläoklimatologische Methoden

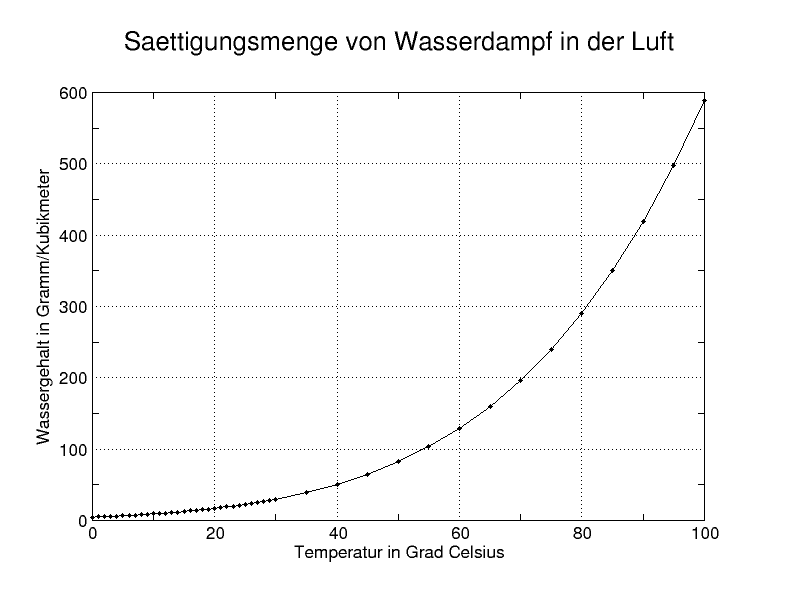
Mit steigender Temperatur steigt auch der maximal in der Atmosphäre enthaltene Gehalt an Wasserdampf an. Diese Wasserdampfrückkopplung ist mit die stärkste positive Rückkopplung im globalen Klimasystem.

In mehreren paläoklimatologischen Studien wurde versucht, die Klimasensitivität der letzten mehreren Millionen Jahre zu bestimmen.
Eine 2007 in der Zeitschrift Nature erschienene paläoklimatologische Studie untersucht die Klimasensitivität über die letzten 420 Millionen Jahre. Die globale Durchschnittstemperatur und die Konzentration der Treibhausgase waren in diesem sehr großen Zeitraum starken Schwankungen unterworfen und die Strahlungsleistung der Sonne stieg in dieser Zeit um etwa 4 % an, was eine gute Voraussetzung für eine darauf basierende Abschätzung der Klimasensitivität mit geringer Fehlerbreite ist. Leider reichen die Klimaarchive der Eisbohrkerne kaum weiter als eine Million Jahre in die Vergangenheit, und die Anordnung der Landmassen war während dieser Zeit tiefgreifenden Änderungen unterworfen, so dass über viele klimabestimmende Parameter große Unsicherheit herrscht. Somit ergibt sich aus diesen Untersuchungen eine vergleichsweise große Unsicherheit, die 1,5 °C als unteren und 6,2 °C als oberen Grenzwert sowie 2,8 °C als beste Schätzung bringt.
In einer im Jahr 2012 erschienenen Arbeit wurden die Ergebnisse mehrerer Studien zusammenfassend ausgewertet, die die letzten 65 Millionen Jahre im Fokus hatten. Diese lieferten mit einer 95%igen Wahrscheinlichkeit einen Wert für die Klimasensitivität, der im Bereich zwischen 2,2 °C und 4,8 °C liegt.
Nach einer paläoklimatologischen Analyse der letzten 784.000 Jahre mit acht kompletten Zyklen von Kalt- und Warmphasen innerhalb des Quartären Eiszeitalters kommen die Autoren einer 2016 publizierten Studie zu dem Ergebnis, dass die Klimasensitivität in hohem Maße temperaturabhängig ist. Demnach liegt die Klimasensitivität während einer Kaltzeit wie dem Würm- beziehungsweise Weichsel-Glazial bei rund 2 °C und erhöht sich unter Warmzeitbedingungen wie dem Holozän um etwa das Doppelte (von 1,78 K auf 4,88 K). In einer Arbeit von James E. Hansen et al. vom November 2023 wird sogar von einer noch höheren Klimasensitivität ausgegangen. Das Zwei-Grad-Ziel würde unter den aktuellen geopolitischen Rahmenbedingungen demnach noch vor dem Jahr 2050 überschritten.

### Regressionsanalysen
Bei guter Kenntnis aller klimabestimmenden Faktoren kann man versuchen, die Klimasensitivität mit Hilfe einer Regressionsanalyse zu isolieren. Hierzu werden die Eiszeitzyklen der vergangenen Jahrhunderttausende untersucht. In dieser Zeit schwankten die CO2-Konzentration und die Temperaturen stark, während sich andere klimatologisch wirksame Parameter nicht stark von der heutigen Situation unterschieden. Eisbohrkerne, die seit den 1990er Jahren an verschiedenen Orten auf der Erde gewonnen wurden, geben Aufschluss über die vorherrschenden Konzentrationen an Treibhausgasen, Aerosolen und Niederschlagsmengen sowie die Temperaturverläufe der letzten ca. 1 Million Jahre.

### Klimamodelle
Das gegenwärtige und künftige Klima kann nur dann korrekt simuliert werden, wenn auch die Klimasensitivität korrekt bestimmt wurde. Daher werden Klimamodelle getestet, ob sie das gegenwärtige, aber auch das Klima während der Eiszeiten korrekt simulieren können. Im Rahmen solcher Simulationen werden über 1000 Modelle durchgerechnet, wobei Eingangsparameter innerhalb ihrer angenommenen Fehlerbreite variiert werden. Modelle, die den Temperaturverlauf im betrachteten Zeitraum nicht korrekt wiedergeben (> 90 %), werden aussortiert.
Mit diesem Verfahren wurde 3,4 °C als wahrscheinlichster Werte für die Klimasensitivität gefunden.
Betrachtet man die Temperaturwechsel während der vergangenen Eiszeiten, konnte man anhand von Eisbohrkernen einen Temperaturwechsel von 5 °C mit einem aus den Milanković-Zyklen und den Rückkopplungen (Albedo, Vegetation, Aerosole, CO2) resultierenden, veränderten Strahlungsantrieb von 7,1 W/m² verknüpfen. Die daraus errechnete Klimasensitivität beträgt 5/7,1 = 0,7 K·W−1·m2. Man kann diese empirisch bestimmte Klimasensitivität für die Berechnung des aus einem Strahlungsantrieb von 4 W/m² resultierenden Temperaturanstiegs benutzen, was einer Verdopplung der atmosphärischen CO2-Konzentration im Vergleich zu vorindustriellen Werten entspricht. Im Ergebnis zeigt sich ein Anstieg um 3 °C. Erste Resultate der neuentwickelten Modellgeneration CMIP6 zeigen mit 2,8 bis 5,8 °C deutlich höhere Klimasensitivitäten als frühere Modellvergleiche. Beim letzten Modellvergleich (CMIP5) wurden noch Werte zwischen 2,1 und 4,7 °C ausgewiesen. Allerdings herrscht noch keine endgültige Klarheit darüber, ob die neuen Resultate realistisch sind und welche Faktoren die erhöhten Klimasensitivitäten in den CMIP6-Modellen beeinflusst haben. Eine Erklärung für die höheren Klimasensitivitäten der neuen Modelle sind die Unterschiede in der Berücksichtigung von Wolkenrückkopplungen.

### Erdsystem-Klimasensitivität
Das Abschmelzen großer Eismengen – wie sie z. B. in Grönland oder in der Antarktis existieren – benötigt viele Jahrhunderte und die Erwärmung läuft u. a. aufgrund der Eis-Albedo-Rückkopplung selbst bei einem kompletten Emissionsstopp über diese Zeiträume weiter. Daneben führt ein Klimawandel auch zu Bewuchsänderungen. Wald absorbiert erheblich mehr einfallende Strahlen als z. B. die vergleichsweise helle Oberfläche der Tundra.
Etwa die Hälfte des heute in die Atmosphäre emittierten Kohlendioxids gelangt in Form von Kohlensäure in die Weltmeere. Da die Löslichkeit von CO2 in Wasser temperaturabhängig ist, wird eine Erwärmung der Weltmeere deren Speicherkapazität für dieses Treibhausgas verringern; Modelluntersuchungen deuten darauf hin, dass die Biosphäre etwa ab dem Ende des 21. Jahrhunderts von einer CO2-Senke zu einer CO2-Quelle wird.
Aus der Analyse von Eisbohrkernen geht hervor, dass eine Klimaerwärmung die Konzentration an Treibhausgasen mit einer gewissen zeitlichen Verzögerung ansteigen ließ, was die Erwärmung weiter verstärkte. Selbst eine genaue Kenntnis von Klimasensitivität und Treibhausgasemissionen ermöglicht eine Abschätzung der künftigen klimatischen Entwicklung daher nur in groben Umrissen. Im 2007 erschienenen Klimabericht des IPCC wurde diese Verstärkung im Szenario A2 mit einem zusätzlichen Grad Celsius Temperaturanstieg bis zum Jahr 2100 berücksichtigt.
Die Erdsystem-Klimasensitivität (englisch Earth System Sensitivity, ESS), enthält auch diese Reaktionen des Klimas. Bei einer Verdoppelung der CO2-Konzentration beträgt die Erdsystem-Klimasensitivität etwa 4–6 °C, wenn man die Eiskappen und die Albedo-Vegetationsrückkopplung mit einbezieht und ist noch höher bei Berücksichtigung der Treibhausgas-Rückkopplungen. Hansen et al. 2013 berechnen mit der Erdsystem-Klimasensitivität einen Wert von 3–4 °C basierend auf einem 550-ppm-CO2-Szenario. Previdi et al. 2013 berechnen auf Basis der Erdsystem-Klimasensitivität etwa 4–6 °C ohne Berücksichtigung der Treibhausgas-Rückkopplungen.

## Bedeutung für die Situation heute
Die CO2-Konzentration im Jahr 2007 von ca. 380 ppm führte zusammen mit den anderen Treibhausgasen zu einem Strahlungsantrieb von 2,6 W/m². Dieser Strahlungsantrieb hätte zu einer globalen Erwärmung von 1,32 °C geführt, wenn mit dem wahrscheinlichsten Wert für die Klimasensitivität von 3 °C gerechnet wird. Die Erwärmung würde aber erst nach Jahrzehnten bis Jahrhunderten ihr Maximum erreichen, da das Klima wegen der hohen Wärmekapazität der Wassermassen der Weltmeere sehr träge reagiert. Auch wenn die Treibhausgaskonzentrationen auf dem Niveau des Jahres 2000 eingefroren worden wären, wäre die Erwärmung daher bis zum Ende des Jahrhunderts noch global um 0,6 °C vorangeschritten. Und so war die bis zum Jahr 2007 erfolgte globale Erwärmung von 0,7 °C nur die Hälfte bis zwei Drittel des für die damals bestehende CO2-Konzentration zu erwartenden Wertes.
Selbst bei totalem Emissionsstopp wird die atmosphärische CO2-Konzentration über Jahrhunderte substantiell erhöht bleiben. Um die anthropogene Klimaerwärmung zu stoppen, reicht auch eine große Reduktion der Treibhausgasemissionen nicht aus. Dazu wäre die sofortige und nahezu vollständige Beendigung der Emission von Treibhausgasen nötig.
Seit Beginn der industriellen Revolution ist nicht nur die Konzentration von CO2 angestiegen, sondern auch anderer Treibhausgase. Rechnet man ihren Konzentrationsanstieg über ihr Treibhauspotential in CO2-Äquivalente um, ergibt sich für das Jahr 2021 ein Gesamt-Strahlungsantrieb, der einer CO2-Konzentration von 508 ppm CO2 entspräche.

## Ausblick
Das Verbrennen von 5.000 bis 10.000 GtC-Äquivalenten an fossilen Brennstoffen würde zu einer atmosphärischen CO2-Konzentration in Höhe von ca. 1400 ppm führen, die Luft über den Kontinenten um durchschnittlich 20 °C und die Pole um 30 °C erwärmen. Selbst wenn die Emissionen von Treibhausgasen deutlich zurückgefahren werden sollten, wird der vom Menschen bislang bereits angestoßene Erwärmungsprozess noch lange nachwirken. Studien gehen davon aus, dass auf der Erde erst in 23.000 bis 165.000 Jahren klimatische Verhältnisse bestehen werden, wie sie vor dem menschlichen Eingriff in das Klimasystem vorlagen.
Hinsichtlich notwendiger Klimaschutzmaßnahmen spielt die jeweilige Klimasensitivität keine große Rolle. Selbst wenn die Klimasensitivität geringer wäre als derzeit angenommen, würde dies nur Spielraum für einen geringfügig weniger energischen Klimaschutzpfad bieten. An der grundsätzlichen Notwendigkeit einer Dekarbonisierung der Gesellschaft würde sich jedoch nichts ändern.